# بییابرده دل منته
بییابرده دل منته (به اسپانیایی: Villaverde del Monte) یک شهرستان در اسپانیا است که در استان بورگس واقع شده‌است.

## خصوصیات
بییابرده دل منته ۳۷ کیلومترمربع مساحت و ۱۷۰ نفر جمعیت دارد.